# Велопіхота

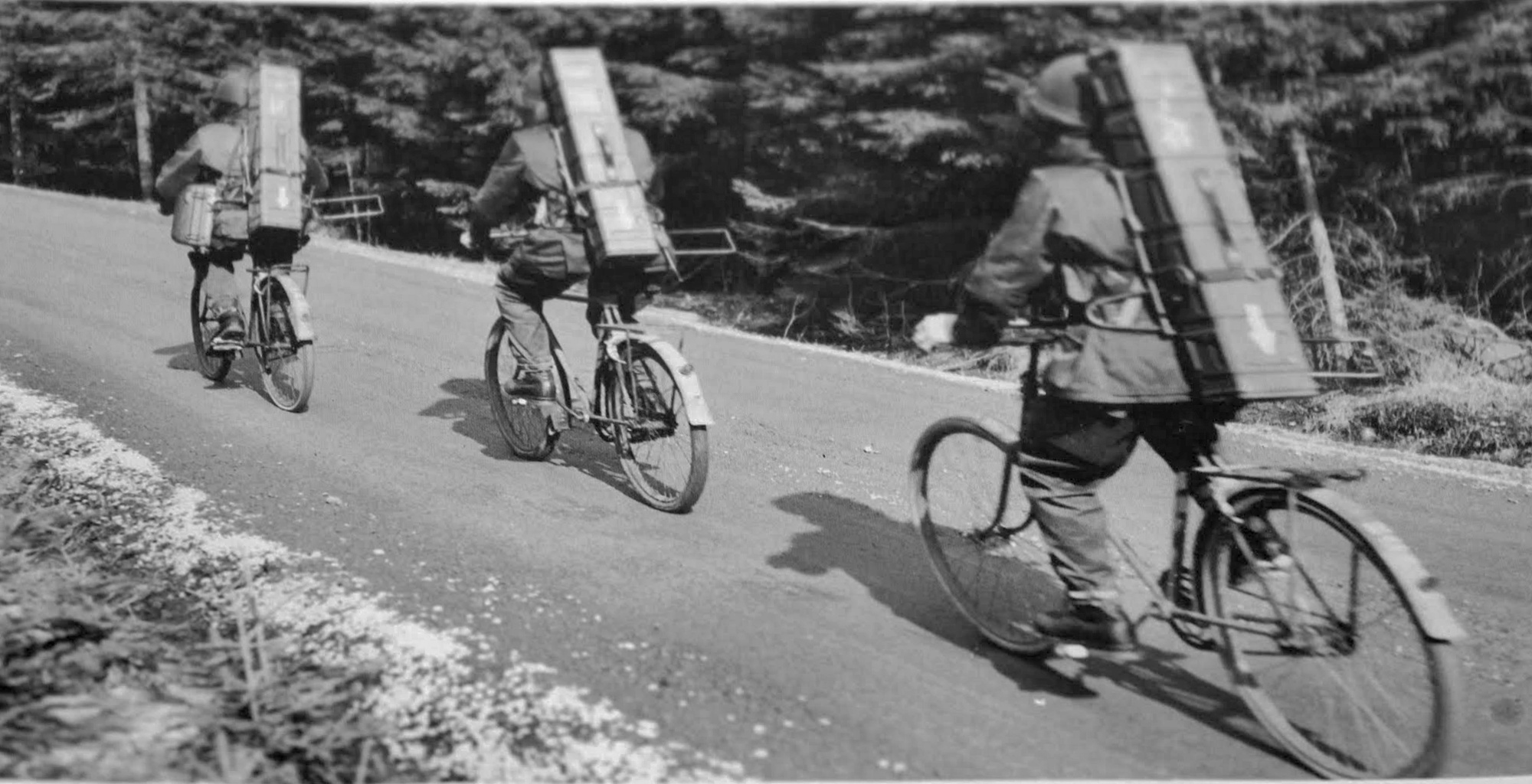
Велопіхотинці шведської армії з пістолетами-кулеметами Carl Gustaf m/45 та протитанковими ракетами Bantam, 1965 рік

Велопіхота — це піхотинці, які маневрують на полі бою (або, частіше, між полями бою) за допомогою військових велосипедів. Термін походить з кінця 19 століття, коли «безпечний велосипед» став популярним в Європі, США та Австралії. Історично велосипеди зменшували потребу в конях, паливі та технічному обслуговуванні транспортних засобів. Хоча з роками їх використання в багатьох арміях зменшилося, вони продовжують використовуватися в неконвенційних арміях, таких як ополчення.

## Історія

### Виникнення

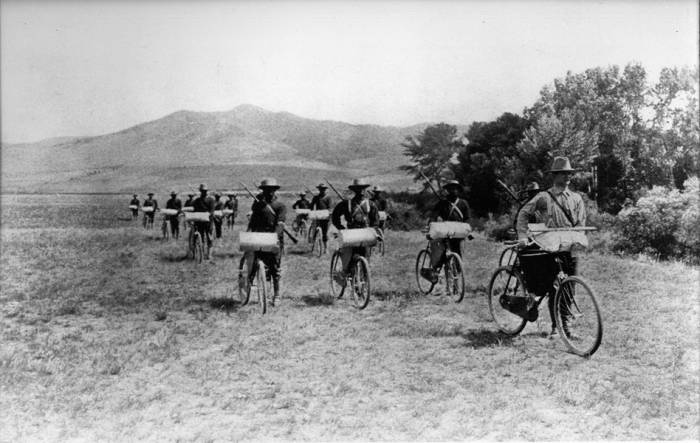
Американський велосипедний корпус у Форт-Міссула в 1897 році

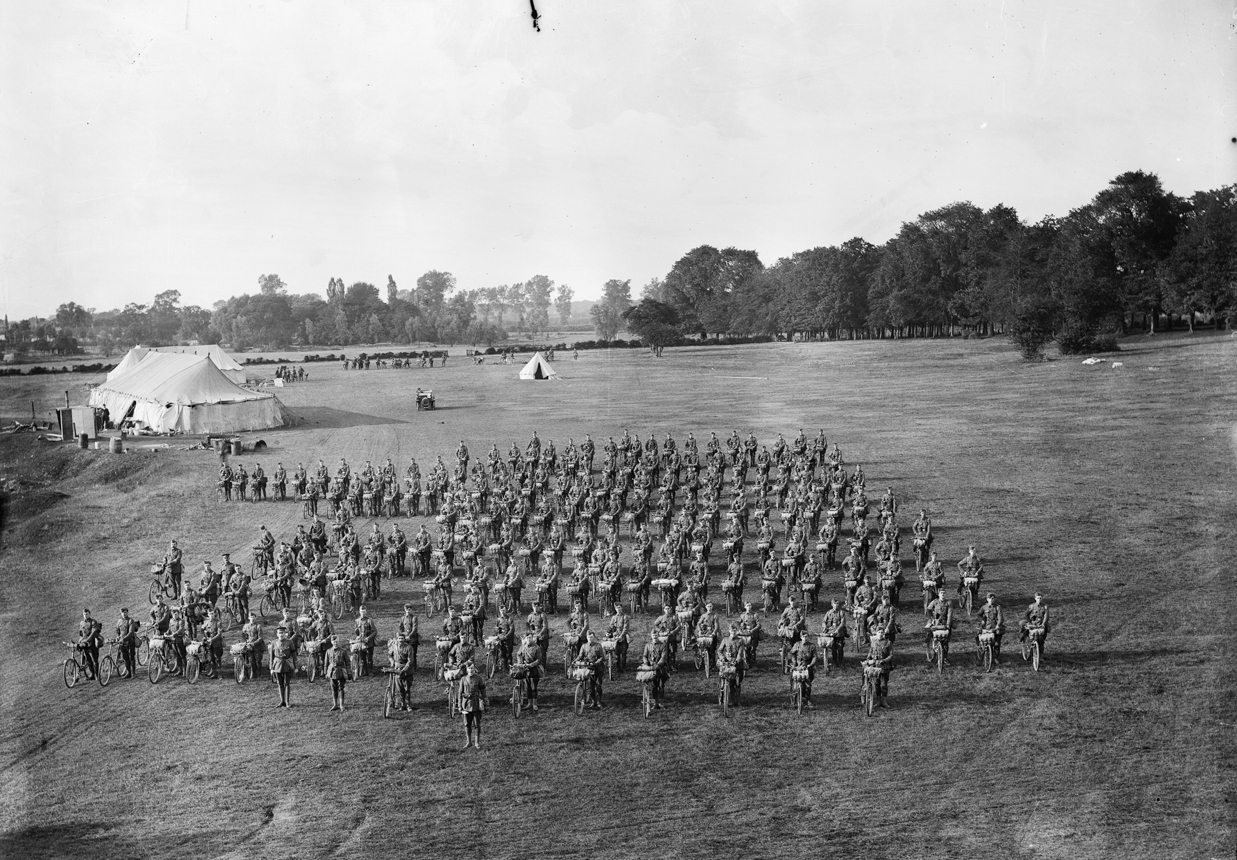
Навчання «Британської велосипедної компанії» (British Cycle Company), бл. 1910 р., Бері-Сент-Едмундс, Саффолк, Англія.

Розвиток пневматичних шин у поєднанні з коротшими та міцнішими рамами наприкінці 19 століття призвів до розгляду можливого військового використання велосипедів. Певною мірою велосипедисти перебрали на себе функції драгунів, особливо як гінці та розвідники, замінюючи коней на війні. До кінця 19 століття велосипедні підрозділи або загони існували в більшості армій. У Сполученому Королівстві велосипедні війська використовувалися в ополченні або територіальних підрозділах, а не в регулярних частинах. По суті, це відображало популярність їзди на велосипеді серед цивільного населення та усвідомлення цінності велосипедів у забезпеченні більшої мобільності для підрозділів внутрішньої оборони.
У 1887 році відбулися перші з серії маневрів велосипедистів за участю британських добровольчих підрозділів. У Франції, починаючи з 1886 року, було створено кілька експериментальних підрозділів. Вони розробили складані велосипеди, які можна було скласти і переносити, перекинувши через спину, з раннього часу. До 1900 року кожен французький лінійний піхотний і кавалерійський батальйон мав загін велосипедистів, призначений для участі в сутичках, розвідці та доставці депеш. У роки, що передували Першій світовій війні, наявність розгалуженої мережі доріг з твердим покриттям або гравієм у Західній Європі зробила військових велосипедистів реальною альтернативою кінним військам, з огляду на економію, простоту підготовки, відносну тишу під час руху і легкість логістичної підтримки. Голландська і бельгійська армії, маючи велику рівнинну місцевість в межах своїх національних кордонів, утримували підрозділи велосипедистів розміром з батальйон або роту. Італійські берсальєри розширили свою роль швидкої легкої піхоти завдяки широкому використанню велосипедів, починаючи з 1890-х років. Навіть швейцарська армія визнала велосипеди корисним засобом пересування на пересіченій місцевості, де не можна було використовувати кінну кавалерію. Імператорська російська жандармерія використовувала велосипеди з виносними колесами для патрулювання вздовж Сибірської залізниці до і під час російсько-японської війни 1905 року (див. зображення навпроти).

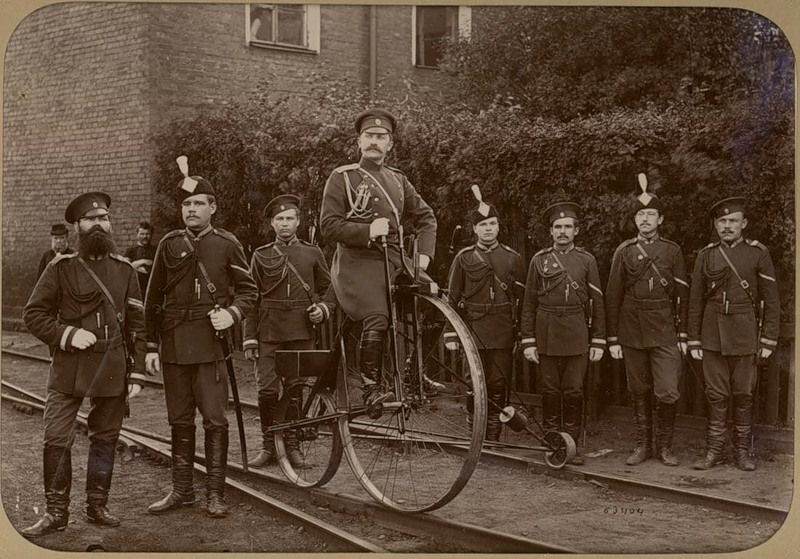
Російські імператорські жандарми з рейковим велосипедом, близько 1900 року

Наприкінці 19-го століття армія США перевіряла придатність велосипеда для пересування військ по пересіченій місцевості. Найбільш масштабні експерименти з велосипедними підрозділами провів 1-й лейтенант Джеймс А. Мосс з 25-го піхотного (кольорового) полку США (афроамериканського піхотного полку з офіцерами європейського походження). Використовуючи різні моделі велосипедів, Мосс і його солдати у супроводі помічника хірурга здійснили великі велосипедні подорожі, що охопили від 800 до 1900 миль (1287-3058 км). У 1896 році солдати «Буйволів» Мосса, дислоковані в Монтані, проїхали на велосипедах бездоріжжям сотні миль на великій швидкості. Вони подолали 1900 миль до Сент-Луїса, штат Міссурі, за 40 днів із середньою швидкістю понад 6 миль/год. Запропонована поїздка з Міссули до Сан-Франциско не була схвалена, і експерименти припинилися.
Перше відоме використання велосипеда в бою відбулося під час Джеймсонського рейду 1895 року, в якому велосипедисти перевозили повідомлення. Під час Другої англо-бурської війни військових велосипедистів використовували переважно як розвідників і гінців. Один підрозділ патрулював залізничні лінії на спеціально сконструйованих велосипедах-тандемах, які були закріплені на рейках. Кілька рейдів було здійснено велопіхотою з обох сторін; найвідомішим підрозділом був Теронський розвідувальний корпус (Theron se Verkenningskorps) або TVK, бурський підрозділ на чолі з розвідником Даніелем Тероном, якого британський командувач лорд Робертс описав як "найважчу скалку в плоті британського наступу". Робертс призначив нагороду в 1000 фунтів стерлінгів за голову Терона — живого чи мертвого — і відправив 4000 солдатів на пошуки і ліквідацію TVK.

### Світові війни
Під час Першої світової війни велосипеди використовувалися всіма учасниками бойових дій — піхотою, розвідниками, гінцями та каретами швидкої допомоги. В Італії велосипеди використовували берсальєри (підрозділи легкої піхоти) до кінця війни. Батальйони єгерів (легкої піхоти) німецької армії на початку війни мали по одній велосипедній роті (Radfahr-Kompanie), а під час війни були сформовані додаткові підрозділи, в результаті чого загальна кількість таких рот досягла 80. Деякі з них були сформовані у вісім велосипедних батальйонів (Radfahr-Bataillonen). Британська армія мала роти велосипедистів у своїх дивізіях, а пізніше цілих дві дивізії стали велосипедними: 1-ша та 2-га велосипедні дивізії.
До початку окопної війни рівнинна місцевість Бельгії добре використовувалася військовими велосипедистами. Кожен з чотирьох бельгійських карабінерних батальйонів включав роту велосипедистів, оснащену складаними велосипедами марки Belgica. У полковій школі велосипедистів навчали читати карти, вести розвідку, доповідати і передавати усні повідомлення. Приділялася увага технічному обслуговуванню та ремонту самого велосипеда.
Під час вторгнення в Китай у 1937 році Японія використовувала близько 50 000 велосипедних солдатів. На початку Другої світової війни їхня південна кампанія через Малайю на шляху до захоплення Сінгапуру в 1941 році значною мірою залежала від солдатів-велосипедистів. В обох кампаніях велосипеди забезпечували тихе і гнучке пересування тисяч солдатів, які могли здивувати і збити з пантелику захисників. Велосипеди також не вимагали багато зусиль від японської військової машини, не потребуючи ні вантажівок, ні кораблів для їхнього транспортування, ні дорогоцінної нафти. Хоча японці мали наказ не висаджуватися в Малайї з велосипедами, побоюючись сповільнити висадку десанту, вони знали від розвідки, що велосипедів у Малайї багато, і почали систематично конфісковувати велосипеди у цивільних і торговців, як тільки висадилися на берег. Використовуючи велосипеди, японські війська могли пересуватися швидше, ніж відступаючі війська союзників, часто успішно відрізаючи їм шлях до відступу. Швидкість просування японців, зазвичай плантаційними дорогами, місцевими стежками та імпровізованими мостами, також заставала зненацька війська союзників, які обороняли головні дороги та переправи через річки, атакуючи їх з тилу. Проте був один чи два випадки, коли австралійські війська переломили ситуацію, ізолювавши велосипедні війська від супроводжуючих їх моторизованих сил, підірвавши мости через річки.
Під час вторгнення до Польщі у 1939 році більшість польських піхотних дивізій мали у своєму складі роту велосипедних розвідників. На озброєнні кожної велосипедної роти було 196 велосипедів, один мотоцикл з коляскою і дев'ять запряжених кіньми обозних возів, а також від трьох до шести протитанкових рушниць і стандартне піхотне спорядження: кулемети, гвинтівки, пістолети і ручні гранати.
Фінська армія широко використовувала велосипеди під час Радянсько-фінської війни та Лапландської війни. Велосипеди використовувалися як засіб пересування в єгерських батальйонах, дивізійних легких загонах і полкових організованих єгерських ротах. Велосипедні підрозділи очолили наступ 1941 року проти Радянського Союзу. Особливо успішною була 1-а єгерська бригада, яка була посилена танковим батальйоном і протитанковим батальйоном, що забезпечувало швидке пересування через обмежену мережу доріг. Взимку ці підрозділи, як і решта піхоти, переходили на лижі. Протягом 1942-1944 рр. велосипеди також з'явилися на озброєнні полків. Під час боїв проти Радянського Союзу влітку 1944 року велосипеди забезпечували швидку мобільність резервів і контратак. Восени 1944 року велосипедні війська єгерської бригади очолили фінський наступ через Лапландію проти німців; танки довелося залишити позаду через зруйновану німцями фінську дорожню мережу.
Поспіхом зібрані німецькі дивізії фольксгренадерів мали по батальйону велосипедної піхоти, щоб забезпечити мобільний резерв.
Використання велосипеда союзниками у Другій світовій війні було обмеженим, але включало постачання складаних велосипедів десантникам і зв'язковим у тилу ворога. У цей період з'явився термін «велосипеди-бомбардувальники», оскільки американські війська скидали велосипеди з літаків, щоб дістатися до військ у тилу ворога.

До 1939 року шведська армія мала шість велосипедних піхотних полків. Вони були оснащені шведськими військовими велосипедами вітчизняного виробництва. Найпоширенішим був m/42 - вертикальний одношвидкісний дорожній велосипед, який вироблявся кількома великими шведськими виробниками велосипедів. Ці полки були розформовані між 1948 і 1952 роками, а велосипеди залишилися для загального користування в армії або були передані Національній гвардії. Починаючи з 1970-х років, армія почала продавати їх як військові надлишки. Вони стали дуже популярними як дешевий і невибагливий транспорт, особливо серед студентів. У відповідь на популярність та обмежену пропозицію, не пов'язана з армією компанія Kronan почала виробляти модернізовану версію m/42 у 1997 році.

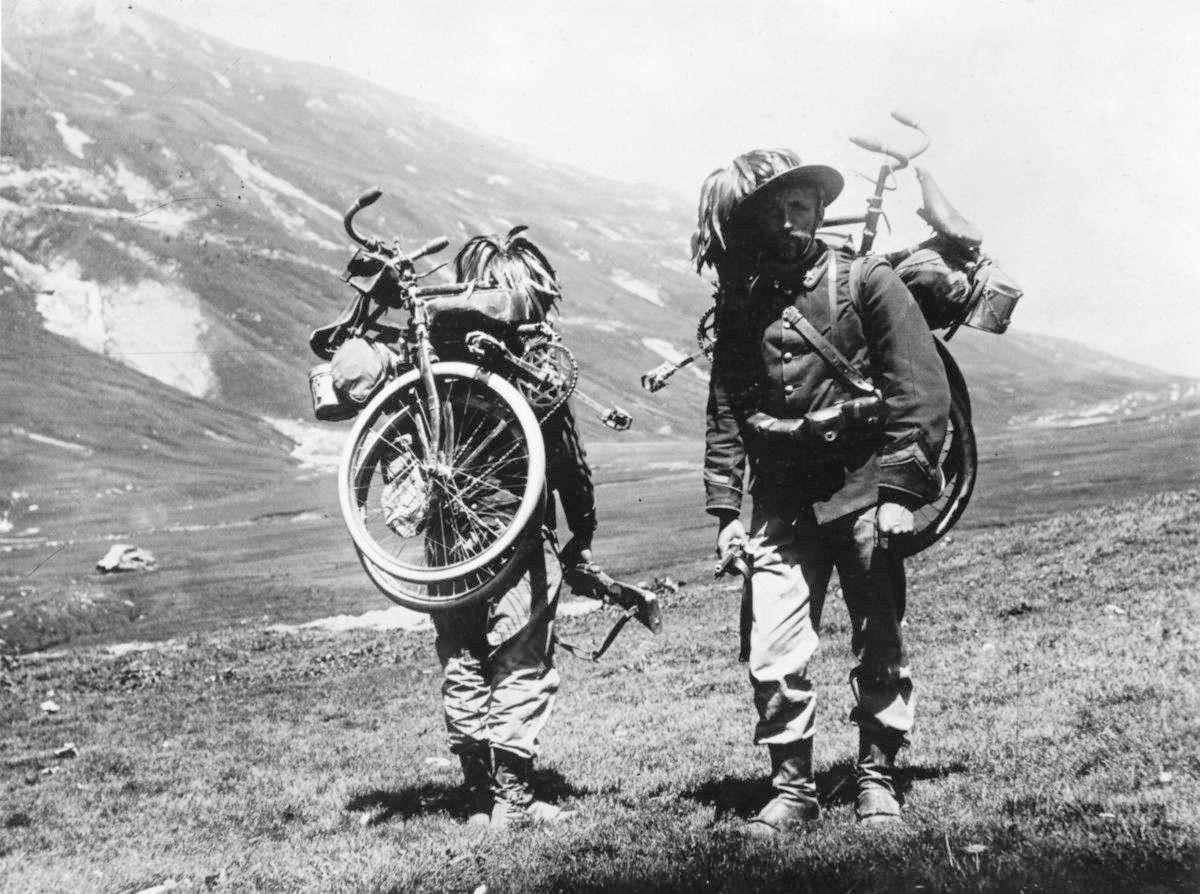
Італійські берсальєрі перед Першою світовою війною зі складаними велосипедами, прив'язаними до спини
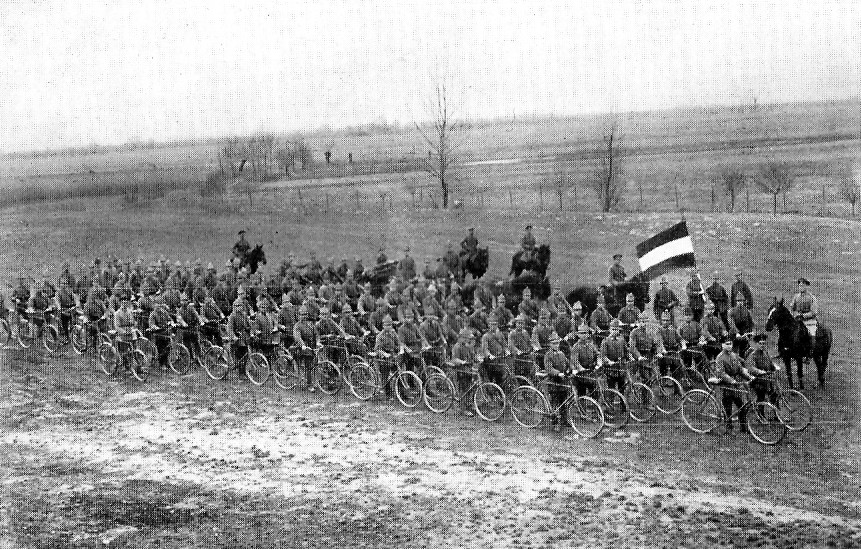
Німецька велосипедна піхота під час Першої світової війни
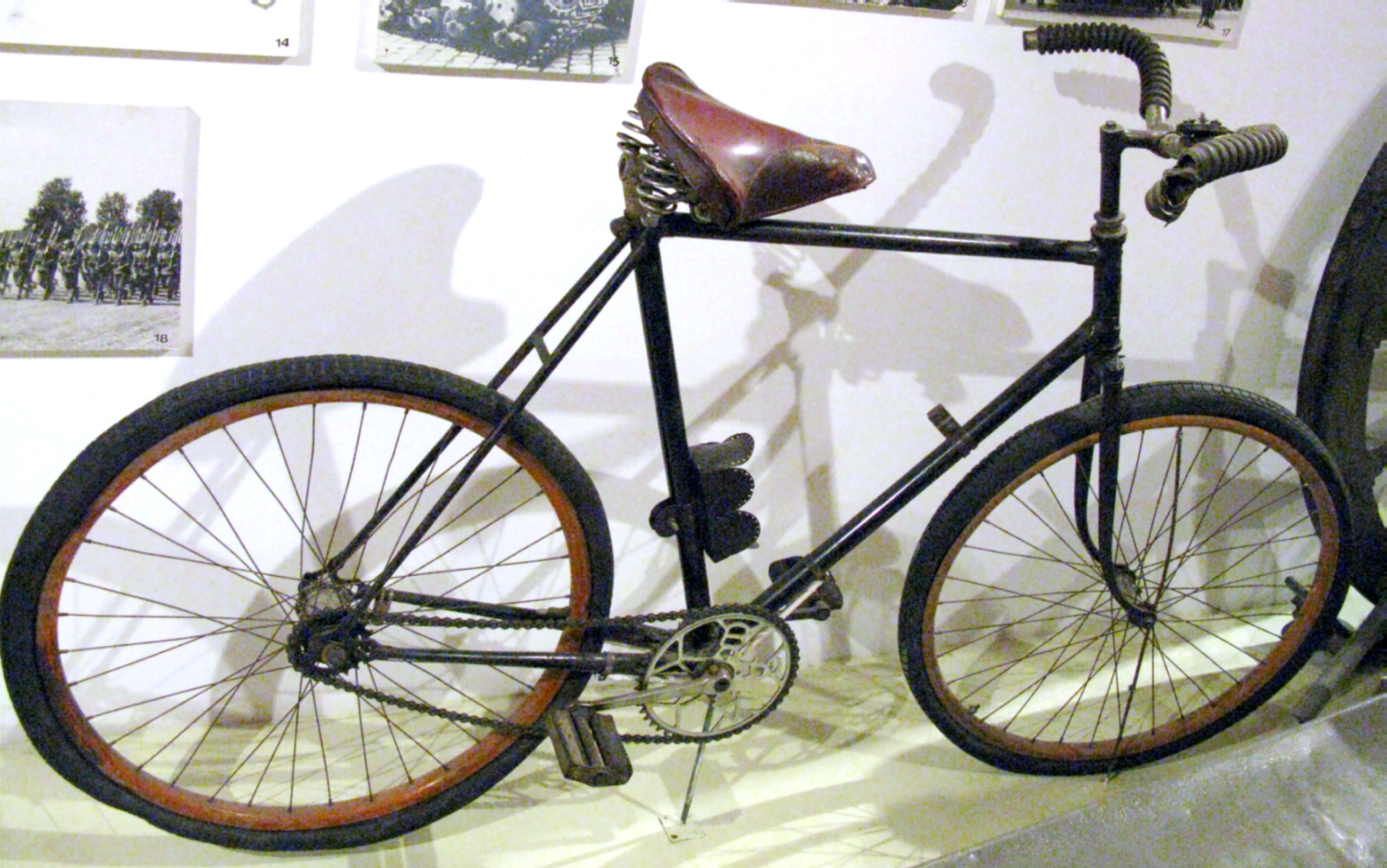
Найпоширеніший велосипед, який використовували польські розвідувальні роти, прикріплені до піхотних дивізій під час німецького вторгнення в Польщу
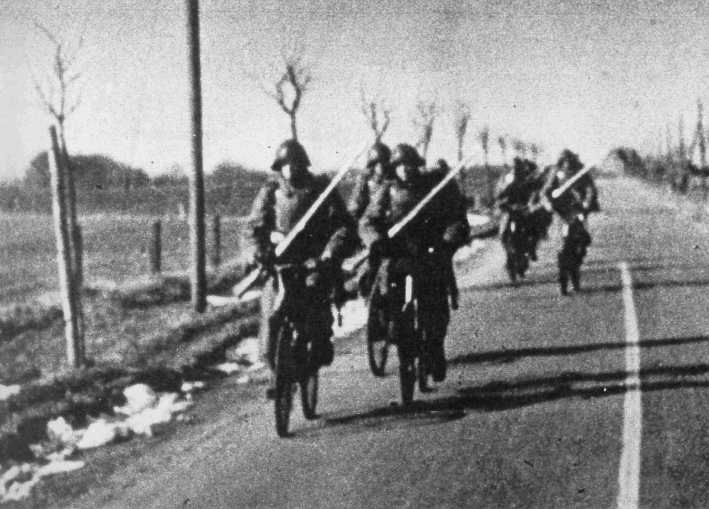
Данські солдати їдуть на велосипедах на фронт, щоб боротися з німцями під час німецького вторгнення в Данію в 1940 році
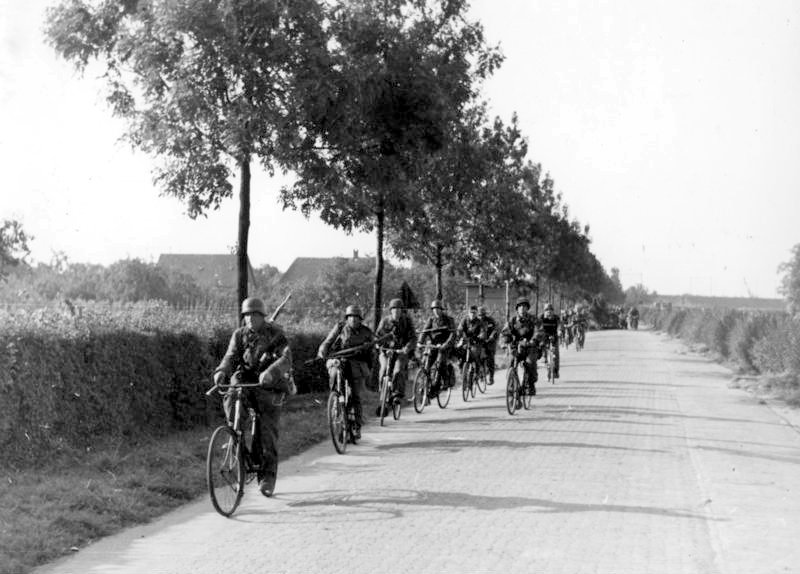
Війська СС наступають на велосипедах у 1944 році

### Пізніше використання
Хоча велосипеди широко використовувалися під час Першої світової війни, в сучасних арміях їх значною мірою витіснив моторизований транспорт. Однак за останні кілька десятиліть вони отримали нове життя як «народна зброя» в партизанських конфліктах і неконвенційних війнах, де здатність велосипеда перевозити великі вантажі, близько 400 фунтів (180 кг), зі швидкістю пішохода, робить його корисним для легкоозброєних сил. Протягом багатьох років армія В'єтконгу та Північного В'єтнаму використовувала велосипеди для переправлення припасів «стежкою Хо Ши Міна», уникаючи постійних бомбардувань Сполучених Штатів та їхніх союзників. Коли ці велосипеди були важко навантажені, наприклад, мішками з рисом, на них рідко можна було їздити, їх штовхали тендерами, які йшли поруч. З особливо громіздким вантажем тендери іноді прикріплювали до велосипеда бамбукові жердини для керування, подібного до румпеля (цей метод і сьогодні можна побачити в Китаї). В'єтнамські «вантажні велосипеди »переробляли в майстернях у джунглях з посиленою рамою, щоб перевозити важкі вантажі по будь-якій місцевості.

### 21 століття

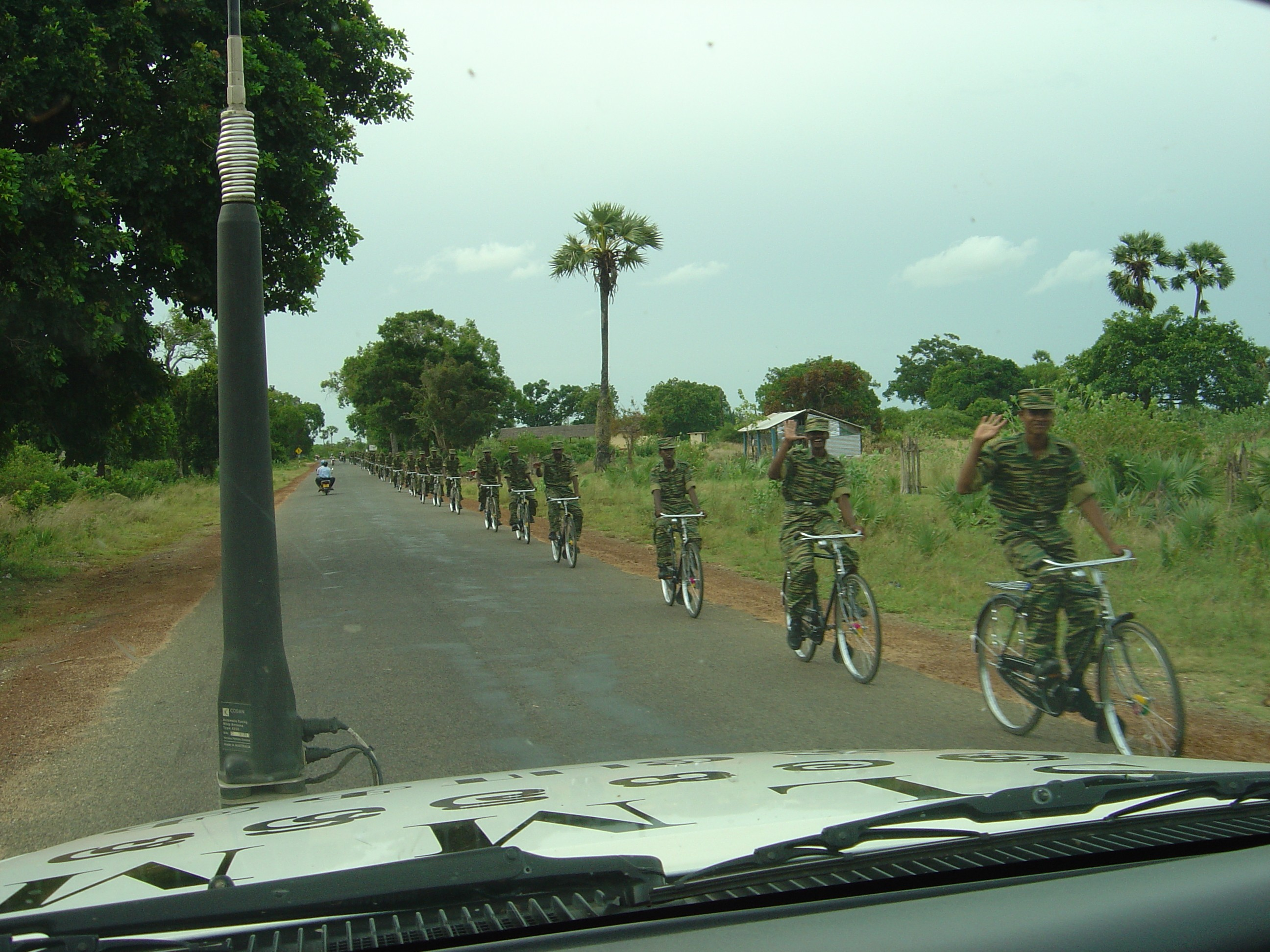
Велосипедний піхотний взвод LTTE на північ від Кіліноччі, Шрі-Ланка, 2004 рік

Використання велосипеда як засобу пересування піхоти продовжилося і в 21 столітті, коли у швейцарській армії з'явився велосипедний полк, який проводив навчання з пересування та атаки піхоти до 2001 року, коли було прийнято рішення про поступову ліквідацію підрозділу.
Хоча вплив велосипедів на сучасну війну обмежений, Збройні сили Фінляндії все ще навчають усіх призовників користуватися велосипедами і лижами. Американські десантники стрибали зі складаних гірських велосипедів під час кількох повітряно-десантних операцій.
Тигри визволення Таміл-Іламу використовували велосипедну мобільність під час громадянської війни в Шрі-Ланці.
Під час російського вторгнення в Україну електровелосипеди використовувалися для протитанкових цілей.

## Загальні відомості та використані джерела
- Leiser, Rolf (1991). Hundert Jahre Radfahrer-Truppe, 1891–1991 [Bicycle Troops, 1891–1991] (нім.). Bern, Switzerland: Bundesamt für Mechanisierte u. Leichte Truppen. OCLC 885590986.

- Fitzpatrick, Jim (1998). The Bicycle in Wartime: An Illustrated History. Washington, D.C.: Brassey's Inc. ISBN 1-57488-157-4.

- Ekström, Gert; Husberg, Ola (2001). Älskade cykel (вид. 1st). Bokförlaget Prisma. ISBN 91-518-3906-7.

- Koelle, Alexandra V. (2010). Pedaling on the Periphery: The African American Twenty-fifth Infantry Bicycle Corps and the Roads of the American Expansion. The Western Historical Quarterly. 41 (3): 305—26. doi:10.2307/westhistquar.41.3.0305.

- Fletcher, Marvin E. (Autumn 1974). The Black Bicycle Corps. Arizona and the West. 16 (3): 219—32. JSTOR 40168452.